# ボルジャ
ボルジャ（イタリア語: Borgia）は、イタリア共和国カラブリア州カタンザーロ県にある、人口約7,600人の基礎自治体（コムーネ）。

## 地理

### 位置・広がり

#### 隣接コムーネ
隣接するコムーネは以下の通り。
- カラッファ・ディ・カタンザーロ
- カタンザーロ
- ジリファルコ
- サン・フローロ
- スクイッラーチェ

## 行政

### 分離集落
ボルジャには、以下の分離集落（フラツィオーネ）がある。
- Donnantona, Roccelletta, Vallo